# Acacia deuteroneura
Acacia deuteroneura é uma espécie de leguminosa do gênero Acacia, pertencente à família Fabaceae.